# Resolutie 1454 Veiligheidsraad Verenigde Naties
Resolutie 1454 van de Veiligheidsraad van de Verenigde Naties was de laatste resolutie van de VN-Veiligheidsraad in 2002, en werd op 30 december aangenomen met 13 stemmen voor en 2 onthoudingen van Rusland en Syrië.

## Achtergrond
Op 2 augustus 1990 viel Irak zijn zuiderbuur Koeweit binnen en bezette dat land. De Veiligheidsraad veroordeelde de inval onmiddellijk in resolutie 660 en later kregen de lidstaten carte blanche om Koeweit te bevrijden. Eind februari 1991 was die strijd beslecht en legde Irak zich neer bij alle aangenomen VN-resoluties. Het land werd vervolgens verplicht zich te ontwapenen door onder meer al zijn massavernietigingswapens te vernietigen.
Daaraan werkte Irak echter met grote tegenzin mee, tot grote woede van de Verenigde Staten die het land daarom uiteindelijk in 2003 opnieuw zouden binnenvallen. In 1995 werd met resolutie 986 het olie-voor-voedselprogramma in het leven geroepen om met olie-inkomsten humanitaire hulp aan de Iraakse bevolking te betalen.

## Inhoud

### Waarnemingen
Het bleef noodzakelijk om de noden van de Iraakse bevolking te leningen zolang het land niet voldeed aan onder meer de resoluties 687 en 1284.
Met resolutie 1447 was het olie-voor-voedselprogramma met 180 dagen verlengd. Ook was besloten om de goederenlijst — de lijst met goederen die in het kader van het
programma aan Irak mochten worden verkocht — nog vóór 3 januari 2003 te herzien.

### Handelingen
Met ingang op 31 december werden de herziene goederenlijst in annex A en de bijhorende procedures in annex B goedgekeurd. De lijst zou halfweg en tegen het einde van de periode van 180 dagen opnieuw herzien worden. De
secretaris-generaal werd gevraagd om binnen 60 dagen de gebruiksniveaus met betrekking tot paragraaf °20 van annex B (chemische en medische stoffen) te bepalen.

### Annex A - Wijzigingen aan de goederenlijst
Annex A bevatte een gedetailleerd overzicht van aanpassingen aan de goederenlijst met onder meer een stuk over chemische producten. Deze goederen mochten door Irak gekocht worden in het kader van het olie-voor-voedselprogramma.

### Annex B - Procedures bij de goederenlijst
Annex B omschreef de procedures die gevolgd moesten worden bij een verkoop van in de goederenlijst voorkomende producten aan Irak. Hiervoor moest een aanvraag ingediend worden bij het kantoor van het Irak-programma. Het
document dat hiervoor gebruikt moest worden zat eveneens ingesloten bij de resolutie.

## Verwante resoluties
- Resolutie 1443 Veiligheidsraad Verenigde Naties
- Resolutie 1447 Veiligheidsraad Verenigde Naties
- Resolutie 1472 Veiligheidsraad Verenigde Naties (2003)
- Resolutie 1476 Veiligheidsraad Verenigde Naties (2003)

Lijst ·  1387 ·  1388 ·  1389 ·  1390 ·  1391 ·  1392 ·  1393 ·  1394 ·  1395 ·  1396 ·  1397 ·  1398 ·  1399 ·  1400 ·  1401 ·  1402 ·  1403 ·  1404 ·  1405 ·  1406 ·  1407 ·  1408 ·  1409 ·  1410 ·  1411 ·  1412 ·  1413 ·  1414 ·  1415 ·  1416 ·  1417 ·  1418 ·  1419 ·  1420 ·  1421 ·  1422 ·  1423 ·  1424 ·  1425 ·  1426 ·  1427 ·  1428 ·  1429 ·  1430 ·  1431 ·  1432 ·  1433 ·  1434 ·  1435 ·  1436 ·  1437 ·  1438 ·  1439 ·  1440 ·  1441 ·  1442 ·  1443 ·  1444 ·  1445 ·  1446 ·  1447 ·  1448 ·  1449 ·  1450 ·  1451 ·  1452 ·  1453 ·  1454